# Cerro Aradán
El Cerro Aradán es una meseta montañosa ubicada en el Parque nacional Jaua-Sarisariñama, en el extremo sur del estado Bolívar en Venezuela. A una altitud promedio de 1.300 m s. n. m., el Cerro Aradánes una de las montañas más altas en Bolívar.